# Jenišův Újezd
Jenišův Újezd (deutsch Lang-Ugest, auch Langugest) ist ein abgebaggertes Dorf im Okres Teplice in Tschechien. Sein Kataster mit einer Fläche von 775,4359 ha gehört zur Stadt Bílina. An der Stelle von Jenišův Újezd befindet sich heute der Tagebau důl Bílina.

## Geographie
Jenišův Újezd befand sich fünf Kilometer nordwestlich von Bílina am nordwestlichen Fuße des Böhmischen Mittelgebirges im Nordböhmischen Becken. Das Dorf erstreckte sich beiderseits des Baches Radčický potok (Grundbach bzw. Brucher Bach). Südöstlich erhob sich der Bořeň (Borschen, 539 m), im Süden der Kaňkov (Schauferberg, 436 m) sowie südwestlich der Červený vrch (Rothe Berg, 366 m). Durch Jenišův Újezd führte die Straße von Teplice nach Most. Nördlich des Dorfes verlief die Bahnstrecke Ústí nad Labem–Chomutov, die nächste Bahnstation war Břešťany.
Nachbarorte waren Hrdlovka, Nová Ves, Nový Dvůr und Háj u Duchcova im Norden, Liptice, Ledvice und Hostomice nad Bílinou im Nordosten, Břešťany im Osten, Bílina, Újezd, Lázně Kyselka und Kaňkov im Südosten, Želenice und Braňany im Süden, Střimice, Most, Pařidla und Konobrže im Südwesten, Růžodol und Mariánské Radčice im Westen sowie Libkovice im Nordwesten.

## Geschichte
Archäologische Funde belegen eine frühzeitliche Besiedlung der Gegend seit der Latènezeit. Der 1896 entdeckte keltische Friedhof gehört mit 124 Grabstätten zu den größten Begräbnisplätzen der Latènekultur in Mitteleuropa. Außerdem wurden Urnengräber aus dem 2. Jahrhundert v. Chr. aufgefunden.
Die erste schriftliche Erwähnung des zum Kloster Osek gehörigen Dorfes Hrnčíře erfolgte im Jahre 1207.
1340 wurde zudem ein Klosterhof bei Hrnčíře erwähnt.
Das an der Kreuzung nach Dux, Brüx, Oberleutensdorf und über Ossegg nach Sachsen führender mittelalterlicher Handelswege gelegene Dorf erlosch wahrscheinlich zu Kriegszeiten.
Das Dorf Ugest mit einer Pfarrei wurde erstmals 1352 in einem päpstlichen Zehntregister aufgeführt. Im Jahre 1477 überließ Paul Kaplirz de Sulewicz dem Kloster Osek einem Anteil von Ugest. Nach dem Erlöschen der Pfarrei Ugest wurde das Dorf nach Ratschitz eingepfarrt. Im Jahre 1672 erwarb der Oseker Abt Laurentius Scipio auch den anderen Anteil von Ugest; damit gehörte das gesamte Dorf mit 22 Anwesen zum Kloster. Aus den Überlieferungen geht dabei hervor, dass neben der Landwirtschaft und der Fischerei auch Weinbau und Hopfenbau betrieben wurde. 
1742 ließ Abt Hieronymus Besnecker durch Octavio Broggio in Ugest die neue Kirche des hl. Bartholomäus errichten. Wegen der insbesondere im Frühjahr durch Nässe und Überschwemmungen des Grundbaches kaum passierbaren Wege nach Ratschitz ersuchten die Bewohner von Preschen und Ugest um die Einrichtung einer Lokalie in Ugest. Im Jahre 1808 wurde durch Abt Benedikt Venusi in Ugest ein Lokalist für Ugest und Preschen eingesetzt. Zugleich wurde ein Lokalistenhof erbaut und in Ugest eine Schule eingerichtet. Bis ins 19. Jahrhundert war Ugest ein rein landwirtschaftlich geprägtes Dorf. Nachdem zwischen Ugest, Preschen und Briesen eine Ziegeltonlagerstätte aufgeschlossen wurde, entstand in Ugest 1816 die Steingutfabrik Schubert, in deren Tonkrügen das Püllnaer Bitterwasser und der Biliner Sauerbrunn versendet wurden. Im Jahre 1827 verursachte ein Hochwasser des Grundbaches schwere Schäden. 
Im Jahre 1831 bestand das an der Chaussee zwischen Dux und Brüx gelegene Dorf Ugest / Ugezd bzw. Augezd aus 75 Häusern mit 367 deutschsprachigen Einwohnern. Das langgestreckte Dorf am Grundbach wurde in die Ortslagen Ober-Ugest und Unter-Ugest eingeteilt. Unter obrigkeitlichem Patronat standen die Lokalkirche des hl. Bartholomäus, die Lokalistenwohnung und die Schule. Außerdem gab es im Dorf einen obrigkeitlichen Meierhof, ein Wirtshaus, eine Mahlmühle, drei Braunkohlenwerke und eine Steinkrugfabrik, die ihre Produkte zur Versendung des Püllnaer Bitterwassers nach Brüx lieferte. Pfarrort war Ratschitz. Im Jahre 1834 begann der Abbau von Kieskohle zur Gewinnung von Alaun und Eisenvitriol. Am 19. September 1835 besuchte Kaiser Ferdinand I. das Dorf. Im Jahre 1843 lebten in Ugest 426 deutschsprachige Einwohner. 1846 wurde der Förderbetrieb auf dem Braunkohlen- und Vitriolschacht Maximilian aufgenommen, in Folge des Bergbaus begann der Zuzug tschechischer Bergleute. Bis zur Mitte des 19. Jahrhunderts blieb Ugest dem Gut Ossegg untertänig.
Nach der Aufhebung der Patrimonialherrschaften bildete Lang Augezd/Jeníšův Oujezd mit den Ortsteilen Preschen/Břešťany und Briesen /Břežanky ab 1850 eine Gemeinde im Leitmeritzer Kreis und Gerichtsbezirk Bilin. Das deutsche Präfix „Lang“ wie auch das tschechische „Jeníšův“ dienten zur Unterscheidung vom gleichnamigen Dorf am südlichen Stadtrand von Bilin. Im Kernort lebten zu dieser Zeit 436 Personen. Die Lokalie Lang Augezd wurde 1859 zur Pfarrei erhoben. 1860 entstand die Eisenbahn. Ab 1868 gehörte das Dorf zum Bezirk Teplitz und ab 1896 zum Bezirk Dux. Während des Deutschen Krieges besetzte im Jahre 1866 preußisches Militär das Dorf. In den 1870er Jahren lösten sich Briesen und Preschen von Lang Augezd los und bildeten eigene Gemeinden. 1875 wurde ein Schulhaus erbaut. Im Jahre 1880 bestand die Gemeinde Langugest / Jeníšův Újezd aus 105 Häusern und hatte 732 Einwohner. 1896 entdeckte Anton Hofmann das keltische Gräberfeld. Zwei Jahre später nahm die Familie Schubert neben der Steingutfabrik noch eine Keramikfabrik in Betrieb. Nachdem die alte Schule zu klein geworden war, entstand 1899 ein neues Schulhaus für einen vierklassigen Unterricht. Der Aufschwung des Bergbaus ließ Langugest weiter anwachsen. Im Jahre 1910 bestand Langugest einschließlich der Ansiedlungen Wächterhäusel, Fügnerschacht, Schlämmschacht, Auf der Heide, Beim Fuchs, Kranznerhäusel und Am Schafstall aus 153 Häusern mit 1829 Einwohnern. Das Elektrizitätswerk Oberleutensdorf nahm 1912 die Stromversorgung in Langugest auf. Beim Zensus von 1921 wurden in Langugest 1378 Deutschböhmen und 384 Tschechen gezählt. 1927 wurde zwischen Langugest und Preschen der Tiefbauschacht Präsident Masaryk abgeteuft. 1930 lebten in den 196 Häusern der Gemeinde 1988 Personen. 1936 wurde eine tschechische Bürgerschule eröffnet. In Folge des Münchner Abkommens wurde Lang-Ugest 1938 dem Deutschen Reich zugeschlagen und gehörte zunächst zum Landkreis Dux. Ab dem 1. Mai 1939 war das Dorf Teil des neugebildeten Landkreises Bilin. Die Grube Präsident Masaryk-Schacht wurde in dieser Zeit in Konrad Henlein-Schacht umbenannt. Beim Zensus vom 17. Mai 1939 hatte die Gemeinde 1687 Einwohner. 1944 wurde der Tagebau Ignis aufgenommen. 
Nach dem Ende des Zweiten Weltkrieges kam Jenišův Újezd 1945 zur Tschechoslowakei zurück und die deutschböhmische Bevölkerung wurde vertrieben. Der Tagebau Ignis wurde fortan unter dem neuen Namen důl Svoboda weiterbetrieben.
1950 war das Dorf auf 219 Häuser angewachsen und hatte 1210 Einwohner. Im Zuge der Aufhebung des Okres Bílina wurde die Gemeinde Jenišův Újezd 1961 dem Okres Teplice zugeordnet. Zu dieser Zeit lebten in den 195 Häusern von Jenišův Újezd 1155 Personen. In Folge des 1963 gefassten Beschlusses zur Errichtung des Großtagebaus důl Maxim Gorkij stand die künftige Absiedlung von Jenišův Újezd, das zunächst nur am Rande des Tagebauaufschlusses lag, fest. Im Jahre 1970 bestand Jenišův Újezd aus 197 Häusern, in denen 998 Personen lebten. Wegen des weiteren Ausbaus der Grube Maxim Gorkij wurde 1972 die Liquidation von Jenišův Újezd eingeleitet. Zwei Jahre später erfolgte die Umsiedlung der 985 Bewohner in die Prager Vorstadt (Pražské předměstí) von Bílina. Die Gemeinde Jenišův Újezd wurde Ende 1975 aufgelöst und ihre Fluren 1976 der Stadt Bílina zugeschlagen. 
1995 wurden bei Schachtbauarbeiten in der westlichen Umgebung des erloschenen Dorfes Jenišův Újezd die Reste einer mittelalterlichen Siedlung entdeckt. Nach Auswertung der bis ins Jahr 2000 erfolgten Ausgrabungen kamen die Forscher zu dem Schluss, dass es sich dabei um das ehemalige Klosterdorf Hrnčíře handelt, dessen genaue Lage zuvor nicht bekannt gewesen war.

## Söhne und Töchter der Gemeinde
- Rosemarie Tinius (* 1945), deutsche Politikerin